# Čišmy
Čišmy (in baschiro Шишмә) è una cittadina della Russia europea orientale, situata nella Repubblica autonoma della Baschiria; appartiene amministrativamente al rajon Čišminskij, del quale è il capoluogo.
Si trova nella parte centrale della Repubblica, una quarantina di chilometri a sudovest della capitale Ufa.